# ミルン湾州

ミルン湾州の州旗

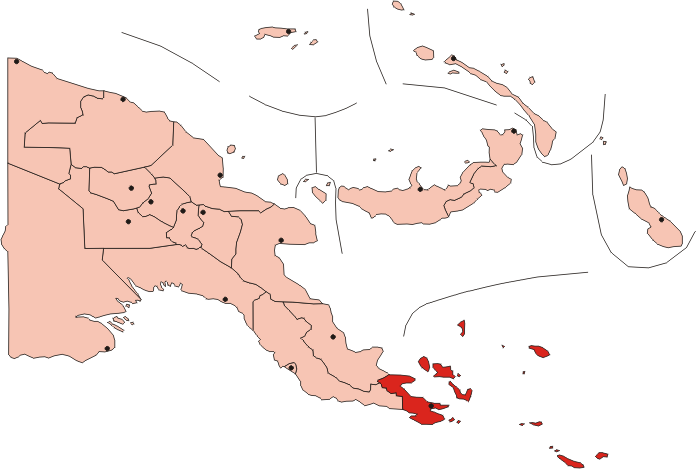
ミルン湾州

ミルン湾州（ミルンわんしゅう、Milne Bay）は、パプアニューギニアの州。州都はアロタウ（Alotau）。面積は16,202 km² で、600以上の島があり、そのうち約160が有人島である。人口は276,512人（2011年国勢調査）で、およそ48の方言が話されている。
ミルン湾州の島
- ダントルカストー諸島（D'entrecasteaux Islands）
- トロブリアンド諸島（Trobriand Islands）
- サマライ島（Samarai Island）
- ウッドラーク島（Woodlark Island）
- ルイジアード諸島（Louisiade Archipelago）
- Deca Deca 諸島（Deca Deca Islands）
- シデア島（Sidea Island）